# Lonco

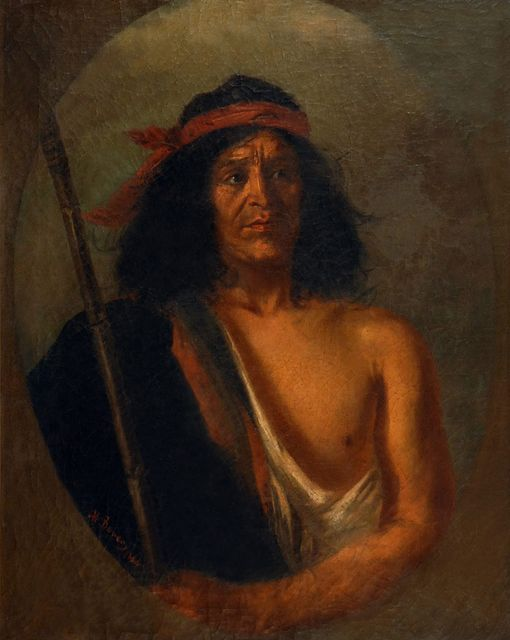
Retrato del lonco Quilapán.

Un lonco (del mapuche: longko ‘cabeza’), también denominado lonko o cacique, es el jefe o cabeza de una comunidad mapuche. El cargo tiene aspectos políticos, administrativos y religiosos.

## Descripción
El lonco es el jefe correspondiente a cada uno de grupos de familias (lof), que viven en rucas o casas actuales en comunidades vecinas y se ayudan entre ellas, y están relacionados en torno a un antepasado común. Antiguamente, en tiempos de guerra, se reunían los distintos loncos para elegir un toqui, jefe militar que coordinaba las acciones de la escalada bélica en conjunto de las comunidades en cuestión. Es la autoridad principal, tradicionalmente corresponde a una persona mayor, que es el jefe tradicional de la comunidad familiar.

## Forma de apercibimiento

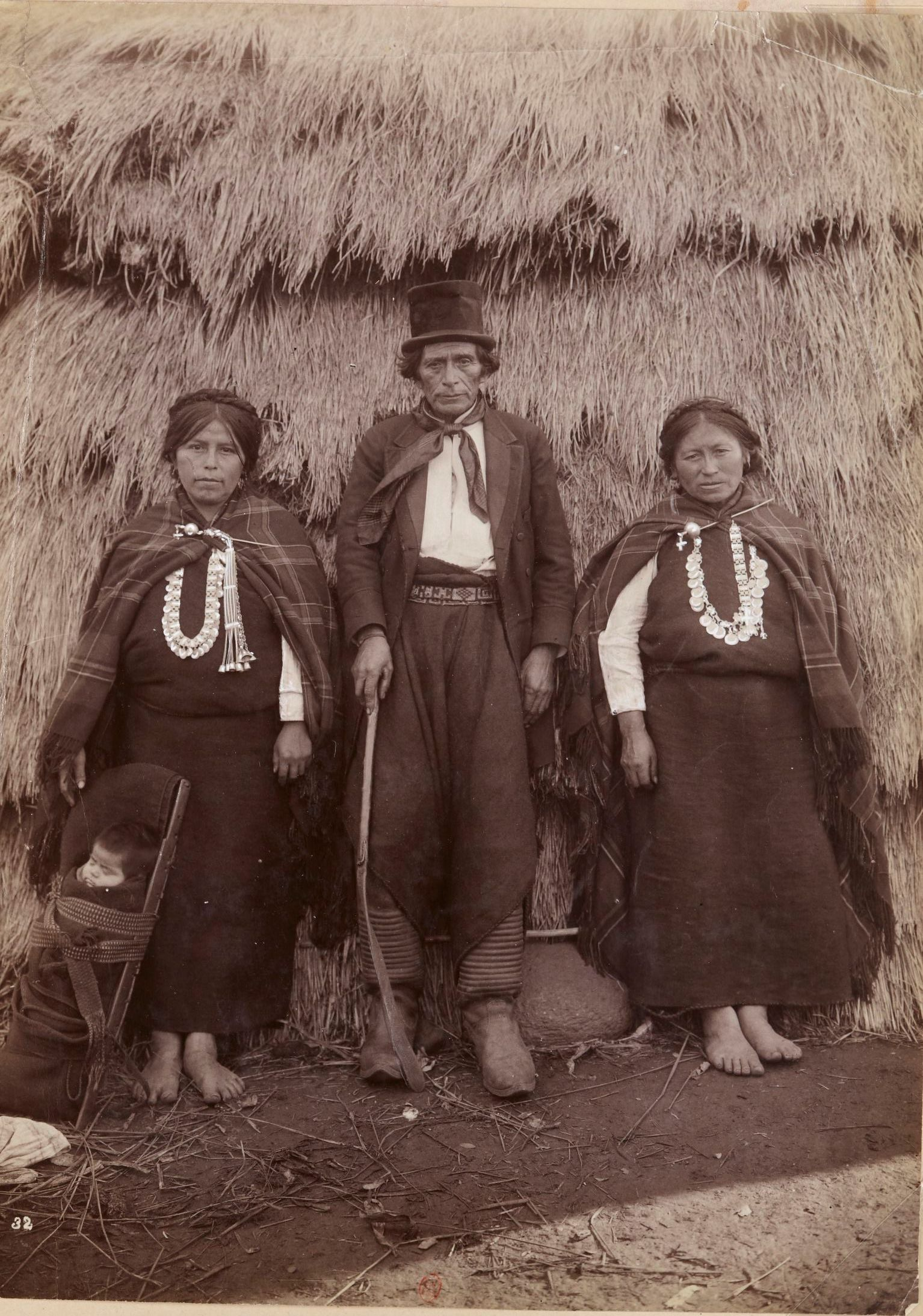
Un cacique araucano con su esposa, su hija y su nieta. Imagen en La Lira Chilena (1906)

Su cargo puede recibirlo (mapudungun, «llowkei»): 
- Por descendencia familiar.
- Por tributo.
- Por nombramiento de su comunidad.

## Aspectos religiosos
Además de su rol social, es frecuente que el lonco también se ocupe del aspecto religioso al dirigir el guillatún («rogativa»), una de las ceremonias más importantes del pueblo mapuche.
El lonco como kimche («conocedor, sabio») del kimün («conocimiento, sabiduría») mapuche debe velar por la continuidad del Admapu y las costumbres de la tierra mapuche.

## Derivaciones del cargo
- El Ülmen es la autoridad que mantiene las alianzas de los lof, regulando los asuntos políticos y económicos de la organización del rewe.
- Ülmen futra lonko es la autoridad de los aillarehue que se preocupa de la defensa del territorio, la cultura y el espacio sagrado. En 1989, Augusto Pinochet fue investido en este cargo por el Consejo Regional Mapuche.
- Un  Ñizol lonko es la autoridad máxima de las organizaciones mapuche, encargado de dirigir el fütal mapu.
- El Toqui en tiempos de awkan («guerra») aparece la figura del toqui, máxima autoridad política.

## Asesores
- El Werkén es el hombre de confianza y mensajero personal del lonco, que además facilita la relación y alianzas entre lof. Generalmente, este rol es ejercido por un hijo del lonco.
- El Weupife es un hombre kimkeche («hombre conocedor») del pasado mapuche y portador del conocimiento de los linajes de los lof.